# Jisr al-Shughur District
Jisr al-Shughur District (arabiska: منطقة جسر الشغور) är ett distrikt i Syrien.   Det ligger i provinsen Idlib, i den nordvästra delen av landet, 260 kilometer norr om huvudstaden Damaskus.
Trakten runt Jisr al-Shughur District består till största delen av jordbruksmark. Runt Jisr al-Shughur District är det ganska tätbefolkat, med 179 invånare per kvadratkilometer.